# Fred Atkin
Fred W. Atkin (* 10. Dezember 1886 in Caistor; † 1964) war ein englischer Fußballspieler.

## Karriere
Atkin war während seiner Dienstzeit beim Militär um 1910 bei den Tottenham Hotspur und Kingston-upon-Thames als Amateur registriert, 1913 stieg er bei Grimsby Town zum Profi auf. Bei Grimsby stand er zum Saisonauftakt im August 1913 im Aufgebot des Reserveteams in der Midland League gegen Rotherham Town und wurde hierbei als „junger Spieler“ vorgestellt. Am Saisonende wurde er mit einem Saisontreffer in der Midland League gelistet. In der Saison 1914/15 bestritt er für die erste Mannschaft Grimsbys zwölf Partien in der Football League Second Division und kam auch bei der 0:3-Niederlage im FA Cup gegen Northampton Town zum Einsatz. Als Vertretung von Sid Wheelhouse ausnahmslos auf der rechten Verteidigerposition aufgeboten, bildete er zumeist mit Tony Arrowsmith das Verteidigerpaar.
Im Frühjahr 1915 wollte sich Atkin angesichts des Ersten Weltkriegs bei seiner früheren Militäreinheit einschreiben, fiel aber beim Medizintest aufgrund einer rheumatischen Erkrankung durch.